# Emil Tomažič (gradbenik)
Emil Tomažič, slovenski gradbenik, * 24. september 1892, Vrhpolje pri Vipavi, † 30. april 1945, Planina pri Ajdovščini.